# Stenodema trispinosa
Stenodema trispinosa is een wants uit de familie van de blindwantsen (Miridae). De soort werd het eerst wetenschappelijk beschreven door Odo Reuter in 1904.

## Uiterlijk
De ovale wants is altijd langvleugelig en kan 7 tot 8,5 mm lang worden. Graswantsen hebben een goede schutkleur voor de omgeving waarin ze leven. De mannetjes zijn strokleurig, de vrouwtjes zijn groen. Als het gras waar ze in leven verdort, verandert ook hun kleur. De overwinterende vrouwtjes worden dan strokleurig en de mannetjes bruin. Het halsschild en het scutellum hebben in het midden een lichte streep over de lengte. Over de kop en het halsschild lopen, in de lengte, donkere lijnen die beginnen achter de antennes. De antennes zijn lang en slank, net als de pootjes. Op de achterdijen bevinden zich aan de binnenkant drie duidelijke doorns, vandaar de wetenschappelijke naam van de wants.

## Leefwijze
De blindwants doorstaat de winter als imago en er zijn twee generaties. De eitjes worden na de overwintering in mei of juni afgezet op de waardplant De volwassen dieren van de eerste generatie zijn er in juni en de tweede generatie is in september volwassen. De wantsen leven in rietkragen en brakke en zoute graslanden op diverse grassen. De eerste generatie op grote vossenstaart (Alopecurus pratensis) en bijvoorbeeld rietgras (Phalaris arundinacea). De tweede generatie is vooral op riet (Phragmites australis) te vinden.

## Leefgebied
De soort is algemeen in het noorden en westen van Nederland. Het verspreidingsgebied is Holarctisch, van Europa tot Azië en Noord-Amerika.